# Ronde van Italië voor vrouwen
De Ronde van Italië voor vrouwen, Italiaans: Giro d'Italia Internazionale Femminile of voorheen kortweg Giro Rosa van 2013-2020 en Giro Donne van 2022-2023) is een grote ronde in het wegwielrennen. De wedstrijd staat sinds 1988 op de kalender en kent per editie een sterk wisselend aantal etappes. Vanaf 2024 is RCS Sport de organisator van de etappekoers.

## Geschiedenis
In de jaren 90 duurde de ronde vaak twaalf dagen en werd in de periode 1995–1998 vier keer op rij gewonnen door Fabiana Luperini die in 2008 nog een vijfde zege toevoegde. In de eerste jaren van de 21e eeuw bestond de Giro Donne meestal uit een proloog en negen etappes. In 2011 schreef Marianne Vos de ronde als eerste Nederlandse op haar naam, waarbij ze vijf van de tien etappes wist te winnen. De Britse favoriete Emma Pooley werd tweede. In 2012 won Vos de ronde opnieuw en wederom werd Pooley tweede. De derde keer dat Vos won, in 2014, domineerde haar ploeg Rabo-Liv de ronde: ze wonnen zes van de tien etappes, wonnen het jongeren- en puntenklassement en naast Vos op het podium stonden haar ploeggenotes Pauline Ferrand-Prévot en Anna van der Breggen. Deze laatste won een jaar later de Giro Rosa 2015, net als in 2017.
In december 2012 werd bekend dat organisator Epinike zich na drie jaar terugtrok. In april 2013 werd evenwel een hertekende en tot acht ritten ingekorte ronde aangekondigd die in juli werd verreden onder de nieuwe naam Giro Rosa. Vanaf 2014 duurde de Giro weer tien dagen (proloog of ploegentijdrit en negen etappes), uitzondering was 2020 met negen etappes. Na wederom een organisatie wissel werd de ronde in 2021 verreden als de Giro d'Italia Internazionale Femminile en in 2022 en 2023 kortweg als de Giro Donne, beide met negen etappes. Na de overname door RCS in 2024 bestaat de koers uit acht etappes.

## Podia

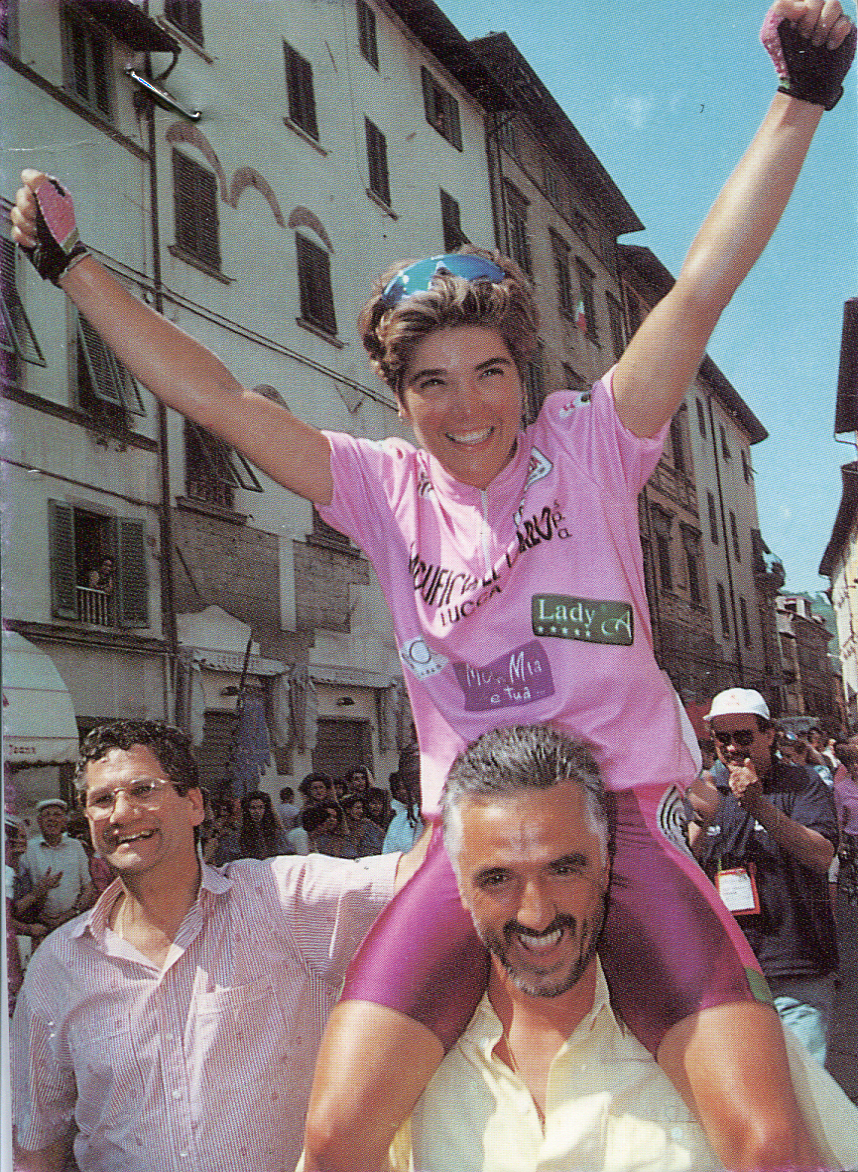
Michela Fanini won in 1994

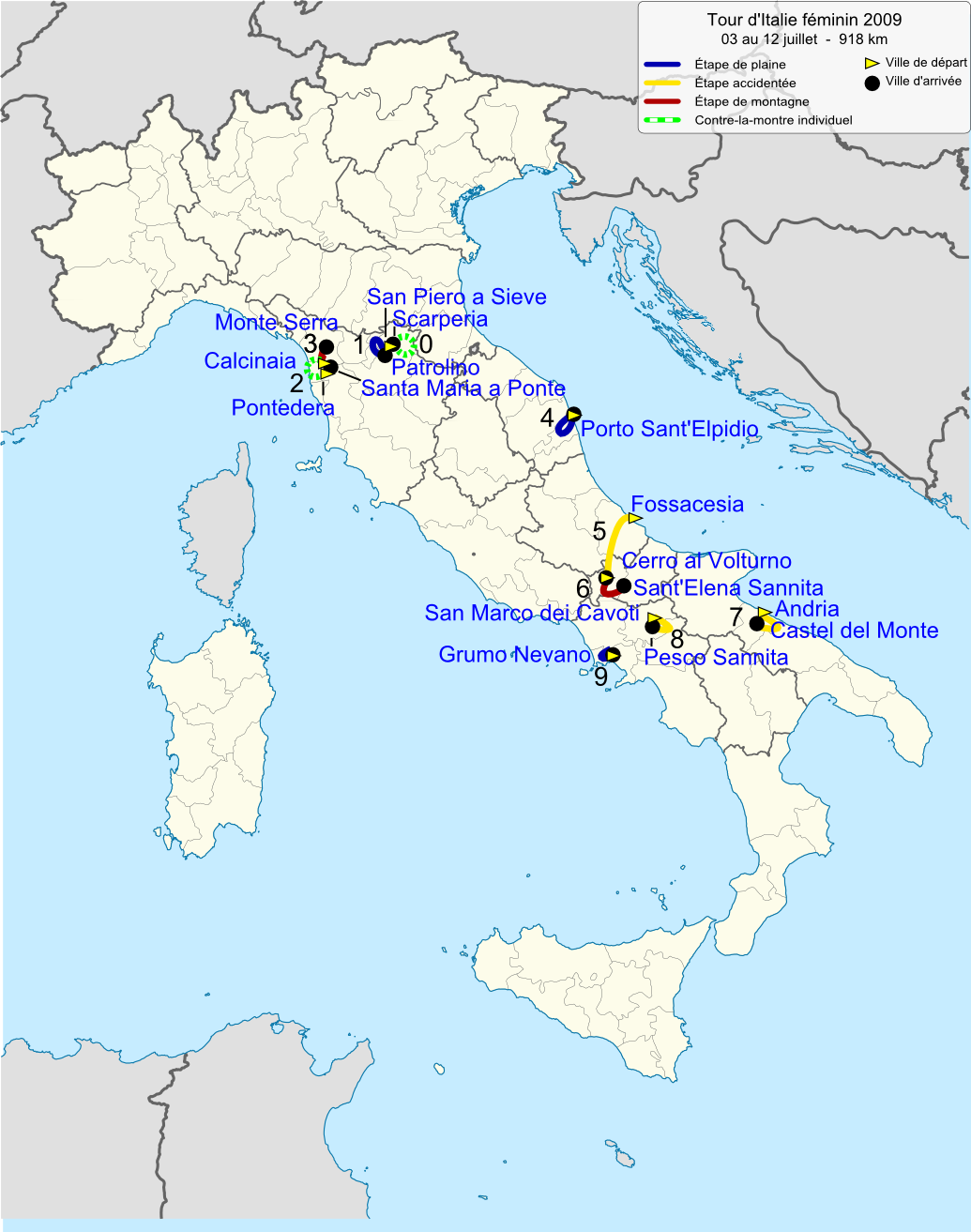
Parcours Giro Donne 2009

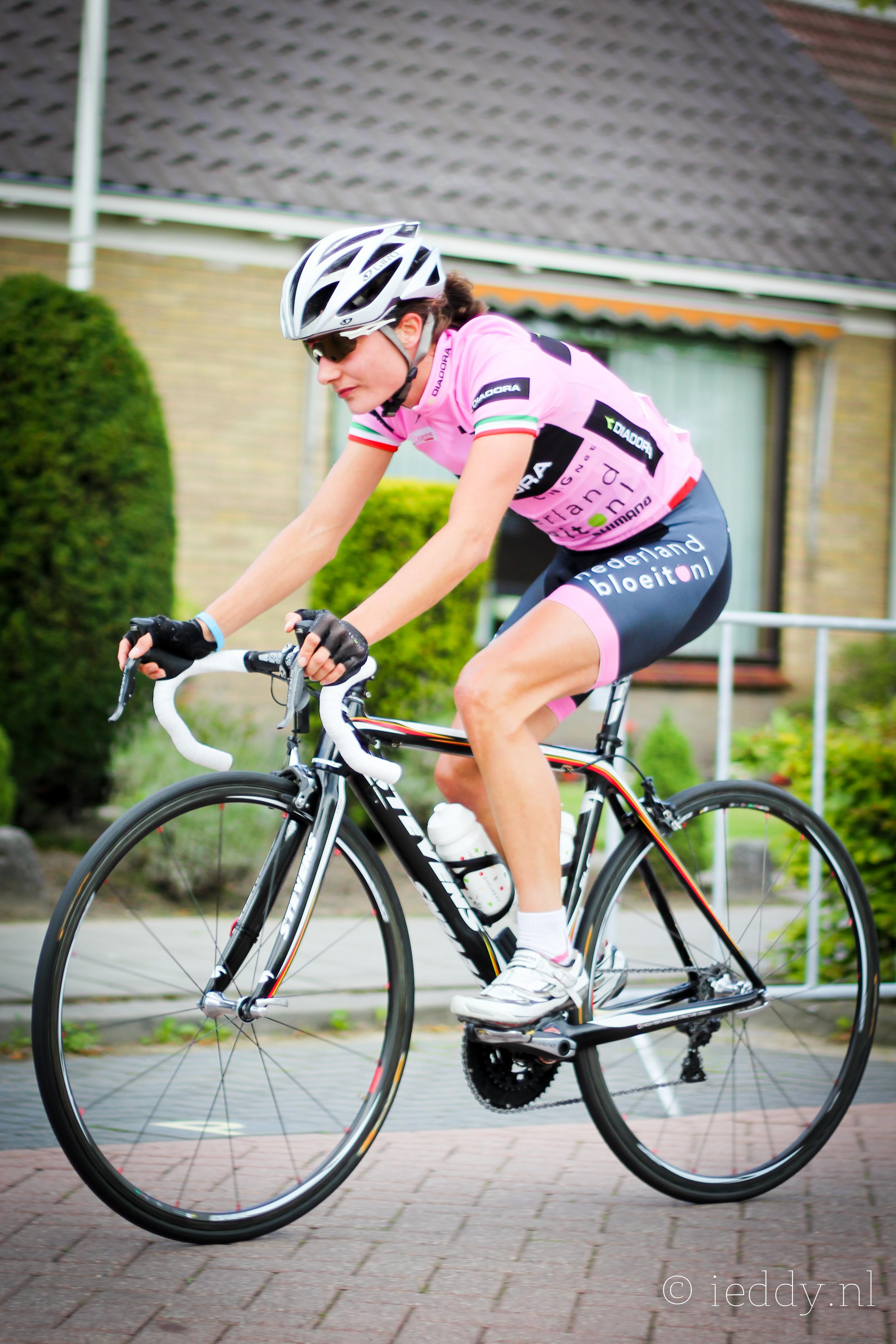
Vos na winst Giro Donne 2011

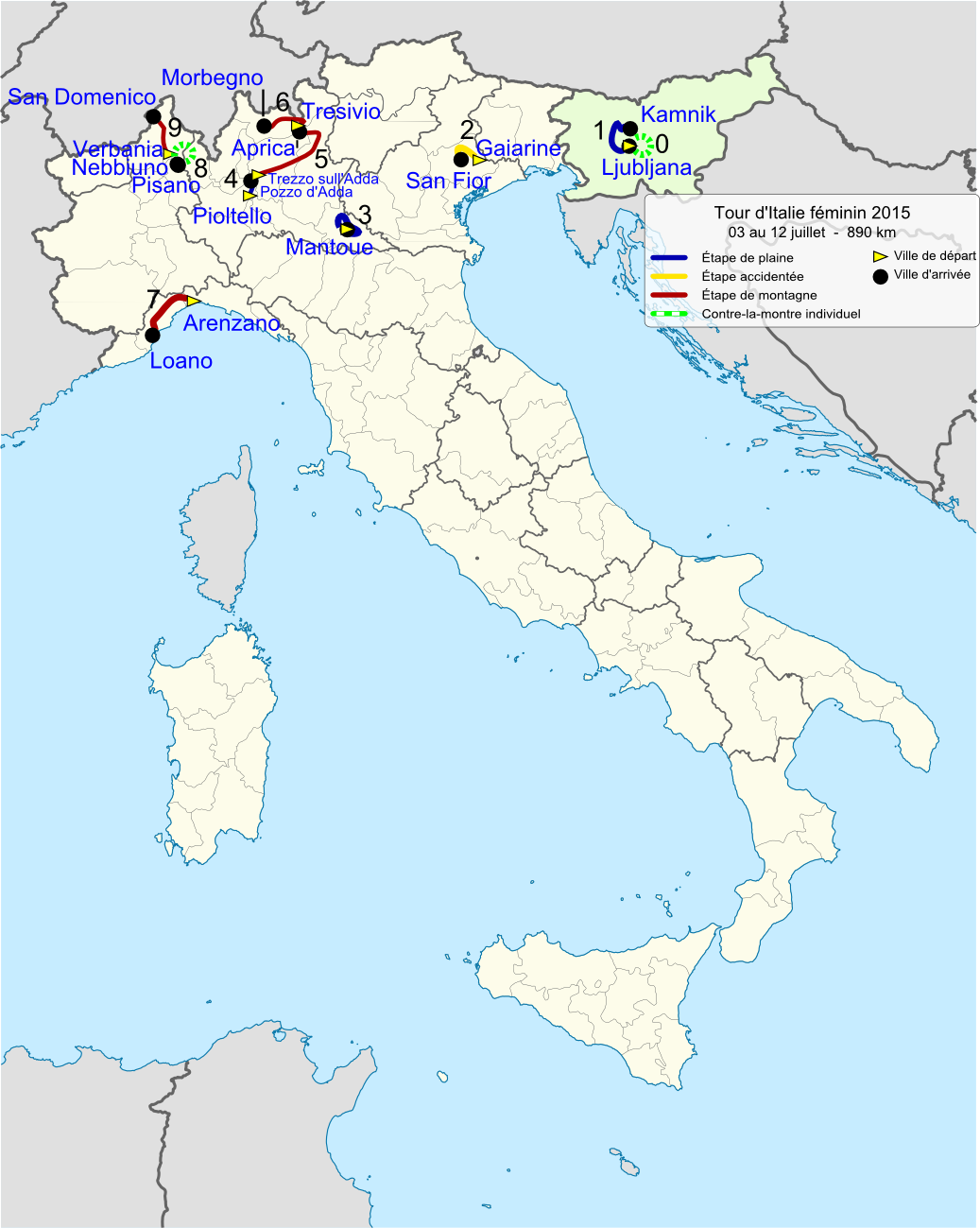
Parcours Giro Rosa 2015

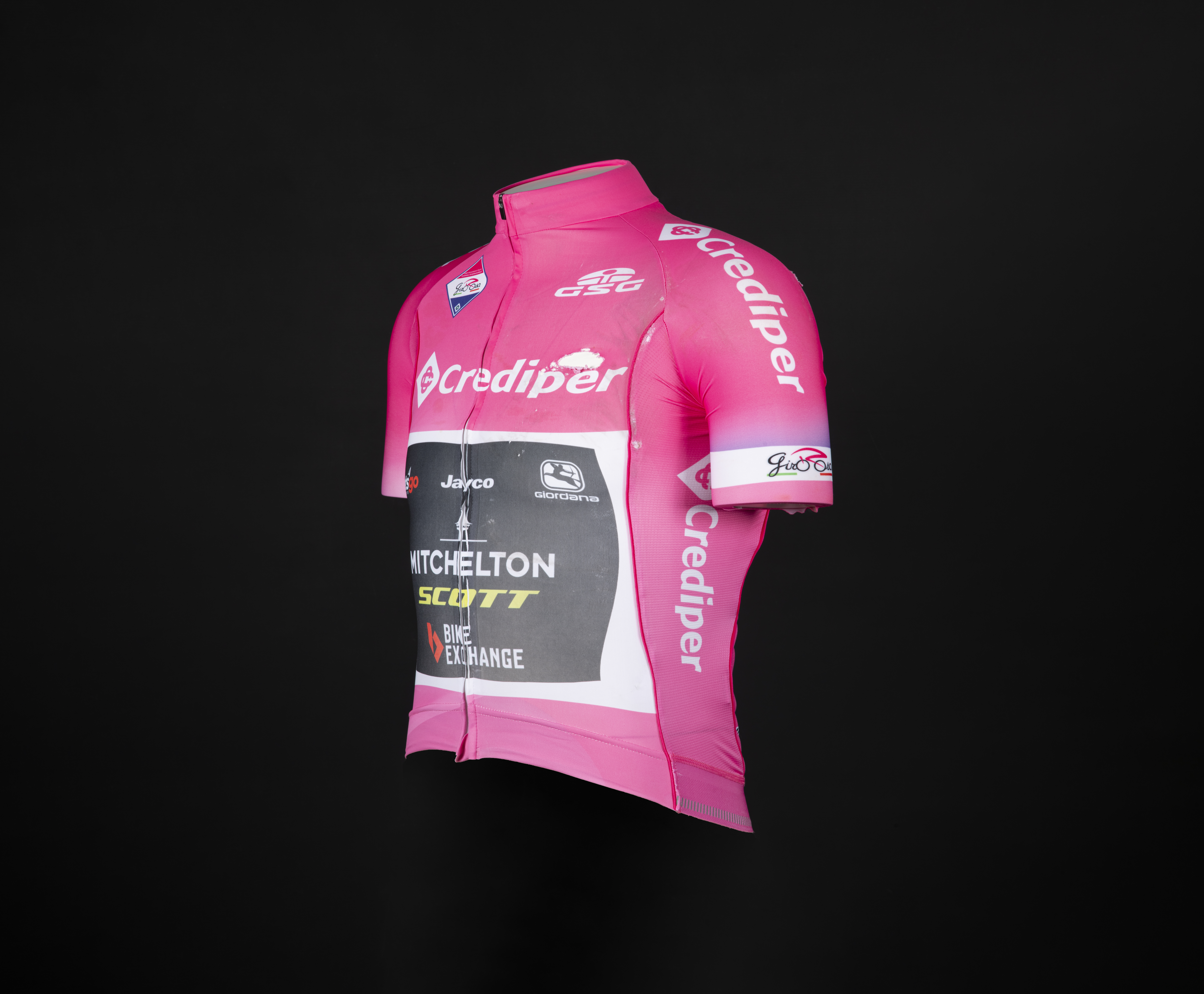
Leiderstrui voor de leidster in het algemeen klassement tijdens de Giro Rosa 2020, gewonnen door de Nederlandse wielrenster Annemiek Van Vleuten van de Australische ploeg Mitchelton-Scott. (collectie KOERS. Museum van de Wielersport)

| Jaar      | Eerste                  | Tweede                  | Derde                   |
| --------- | ----------------------- | ----------------------- | ----------------------- |
| 1988      | Maria Canins            | Elizabeth Hepple        | Petra Rossner           |
| 1989      | Roberta Bonanomi        | Aleksandra Koliaseva    | Tea Vikstedt-Nyman      |
| 1990      | Catherine Marsal        | Maria Canins            | Kathy Watt              |
| 1991–1992 | wedstrijd niet gehouden | wedstrijd niet gehouden | wedstrijd niet gehouden |
| 1993      | Lenka Ilavská           | Luzia Zberg             | Imelda Chiappa          |
| 1994      | Michela Fanini          | Kathy Watt              | Luzia Zberg             |
| 1995      | Fabiana Luperini        | Luzia Zberg             | Roberta Bonanomi        |
| 1996      | Fabiana Luperini        | Alessandra Cappellotto  | Imelda Chiappa          |
| 1997      | Fabiana Luperini        | Linda Jackson           | Edita Pučinskaitė       |
| 1998      | Fabiana Luperini        | Linda Jackson           | Barbara Heeb            |
| 1999      | Joane Somarriba         | Svetlana Boebnenkova    | Daniela Veronesi        |
| 2000      | Joane Somarriba         | Alessandra Cappellotto  | Valentina Polkhanova    |
| 2001      | Nicole Brändli          | Diana Žiliūtė           | Edita Pučinskaitė       |
| 2002      | Svetlana Boebnenkova    | Zinaida Stahoerskaja    | Diana Žiliūtė           |
| 2003      | Nicole Brändli          | Edita Pučinskaitė       | Joane Somarriba         |
| 2004      | Nicole Cooke            | Fabiana Luperini        | Priska Doppmann         |
| 2005      | Nicole Brändli          | Joane Somarriba         | Edita Pučinskaitė       |
| 2006      | Edita Pučinskaitė       | Nicole Brändli          | Susanne Ljungskog       |
| 2007      | Edita Pučinskaitė       | Nicole Brändli          | María Isabel Moreno     |
| 2008      | Fabiana Luperini        | Amber Neben             | Claudia Häusler         |
| 2009      | Claudia Häusler         | Mara Abbott             | Nicole Brändli          |
| 2010      | Mara Abbott             | Judith Arndt            | Tatiana Guderzo         |
| 2011      | Marianne Vos            | Emma Pooley             | Judith Arndt            |
| 2012      | Marianne Vos            | Emma Pooley             | Evelyn Stevens          |
| 2013      | Mara Abbott             | Tatiana Guderzo         | Claudia Häusler         |
| 2014      | Marianne Vos            | Pauline Ferrand-Prévot  | Anna van der Breggen    |
| 2015      | Anna van der Breggen    | Mara Abbott             | Megan Guarnier          |
| 2016      | Megan Guarnier          | Evelyn Stevens          | Anna van der Breggen    |
| 2017      | Anna van der Breggen    | Elisa Longo Borghini    | Annemiek van Vleuten    |
| 2018      | Annemiek van Vleuten    | Ashleigh Moolman-Pasio  | Amanda Spratt           |
| 2019      | Annemiek van Vleuten    | Anna van der Breggen    | Amanda Spratt           |
| 2020      | Anna van der Breggen    | Katarzyna Niewiadoma    | Elisa Longo Borghini    |
| 2021      | Anna van der Breggen    | Ashleigh Moolman-Pasio  | Demi Vollering          |
| 2022      | Annemiek van Vleuten    | Marta Cavalli           | Mavi García             |
| 2023      | Annemiek van Vleuten    | Juliette Labous         | Gaia Realini            |
| 2024      | Elisa Longo Borghini    | Lotte Kopecky           | Neve Bradbury           |
| 2025      | Elisa Longo Borghini    | Marlen Reusser          | Sarah Gigante           |

#### Meervoudige winnaars
| Overwinningen | Renster              | Jaren                        |
| ------------- | -------------------- | ---------------------------- |
| 5             | Fabiana Luperini     | 1995, 1996, 1997, 1998, 2008 |
| 4             | Anna van der Breggen | 2015, 2017, 2020, 2021       |
| 4             | Annemiek van Vleuten | 2018, 2019, 2022, 2023       |
| 3             | Nicole Brändli       | 2001, 2003, 2005             |
| 3             | Marianne Vos         | 2011, 2012, 2014             |
| 2             | Joane Somarriba      | 1999, 2000                   |
| 2             | Edita Pučinskaitė    | 2006, 2007                   |
| 2             | Mara Abbott          | 2010, 2013                   |
| 2             | Elisa Longo Borghini | 2024, 2025                   |

#### Overwinningen per land
| Overwinningen | Land                                                          |
| ------------- | ------------------------------------------------------------- |
| 11            | Nederland                                                     |
| 10            | Italië                                                        |
| 3             | Verenigde Staten, Zwitserland                                 |
| 2             | Litouwen, Spanje                                              |
| 1             | Duitsland, Frankrijk, Rusland, Slowakije, Verenigd Koninkrijk |

 winnaars · 
roze trui · 
  puntenklassement · 
  bergklassement · 
 jongerenklassement · 
 intergiro · 
 ploegenklassement · 
 strijdlust · 
 zwarte trui
Giro d'Italia Next Gen · Giro Donne · Cima Coppi
 Belgische rozetruidragers · etappewinnaars
 Nederlandse rozetruidragers · etappewinnaars
Mannen:
1909 · 
1910 · 
1911 · 
1912 · 
1913 · 
1914 · 
1919 · 
1920 · 
1921 · 
1922 · 
1923 · 
1924 · 
1925 · 
1926 · 
1927 · 
1928 · 
1929 · 
1930 · 
1931 · 
1932 · 
1933 · 
1934 · 
1935 · 
1936 · 
1937 · 
1938 · 
1939 · 
1940 · 
1946 · 
1947 · 
1948 · 
1949 · 
1950 · 
1951 · 
1952 · 
1953 · 
1954 · 
1955 · 
1956 · 
1957 · 
1958 · 
1959 · 
1960 · 
1961 · 
1962 · 
1963 · 
1964 · 
1965 · 
1966 · 
1967 · 
1968 · 
1969 · 
1970 · 
1971 · 
1972 · 
1973 · 
1974 · 
1975 · 
1976 · 
1977 · 
1978 · 
1979 · 
1980 · 
1981 · 
1982 · 
1983 · 
1984 · 
1985 · 
1986 · 
1987 · 
1988 · 
1989 · 
1990 · 
1991 · 
1992 · 
1993 · 
1994 · 
1995 · 
1996 · 
1997 · 
1998 · 
1999 · 
2000 · 
2001 · 
2002 · 
2003 · 
2004 · 
2005 · 
2006 · 
2007 · 
2008 · 
2009 · 
2010 · 
2011 · 
2012 · 
2013 · 
2014 · 
2015 · 
2016 · 
2017 · 
2018 · 
2019 · 
2020 · 
2021 · 
2022 · 
2023 · 
2024 · 
2025
Vrouwen:
1988 · 
1989 · 
1990 · 
1991 ·
1992 ·
1993 · 
1994 · 
1995 · 
1996 · 
1997 · 
1998 · 
1999 · 
2000 · 
2001 · 
2002 · 
2003 · 
2004 · 
2005 · 
2006 · 
2007 · 
2008 · 
2009 · 
2010 · 
2011 · 
2012 ·
2013 · 
2014 ·
2015 ·
2016 ·
2017 ·
2018 ·
2019 ·
2020 ·
2021 ·
2022 ·
2023 ·
2024 ·
2025
World Cup:
1998 · 
1999 · 
2000 · 
2001 · 
2002 · 
2003 · 
2004 · 
2005 · 
2006 · 
2007 · 
2008 · 
2009 · 
2010 · 
2011 · 
2012 · 
2013 · 
2014 · 
2015
World Tour:
2016 · 
2017 · 
2018 · 
2019 · 
2020 · 
2021 ·
2022 ·
2023 ·
2024 ·
2025
Huidige koersen:
Tour Down Under · Cadel Evans Great Ocean Road Race · Ronde van de Verenigde Arabische Emiraten · Omloop Het Nieuwsblad · Strade Bianche · Ronde van Drenthe · Trofeo Alfredo Binda · Classic Brugge-De Panne · Gent-Wevelgem · Ronde van Vlaanderen · Parijs-Roubaix · Amstel Gold Race · Waalse Pijl · Luik-Bastenaken-Luik · Ronde van Chongming · Ronde van het Baskenland · Ronde van Burgos · RideLondon Classique · The Women's Tour · Ronde van Zwitserland · Copenhagen Sprint · Giro Donne · Tour de France Femmes · Ronde van Scandinavië · Classic Lorient Agglomération · Simac Ladies Tour · La Vuelta Femenina · Ronde van Romandië · Ronde van Guangxi
Voormalige koersen:
Philadelphia Cycling Classic · Ronde van Californië · Emakumeen Bira · La Course by Le Tour de France · Open de Suède Vårgårda